# 一吻巴黎

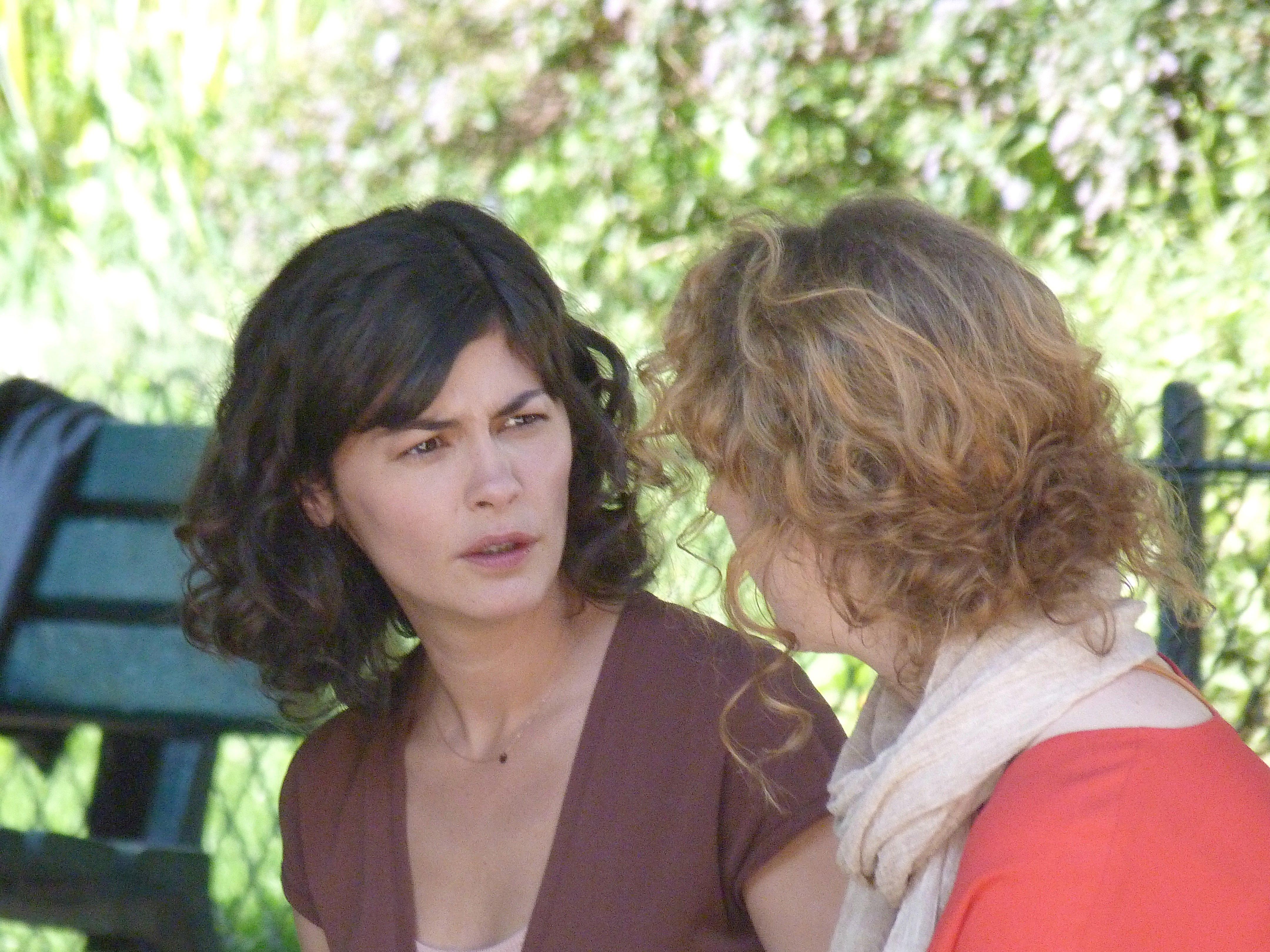
电影的拍摄过程

《一吻巴黎》（法語：La Délicatesse）是2011年的一部法国电影，主要演员有奥黛丽·多杜和François Damiens （页面存档备份，存于）等。
電影改編自法國作家大衛霍諾斯(David Foenkinos （页面存档备份，存于）)的同名小說《LA DÉLICATESSE （页面存档备份，存于）》，並與兄弟史提芬霍諾斯(Stephane Foenkinos （页面存档备份，存于）)聯合執導，由大衛負責故事情節及劇本，以及主導鏡頭擺物及剪接，而從事選角指導的史提芬則負責指導演員。《LA DÉLICATESSE （页面存档备份，存于）》是大衛第8部小說。
自2009年出版後共獲得10個文學獎，並翻譯成21種語言，賣出超過70萬冊，是大衛最受歡迎的作品。

## 備註
1. ↑  .   [2012-05-31]. （原始内容存档于2012-02-21）.